# Біллі Гарріс (хокеїст, 1935)
Біллі Гарріс (англ. Billy Harris; 29 липня 1935, Торонто — 20 вересня 2001, Торонто) — канадський хокеїст, що грав на позиції центрального нападника. Згодом — хокейний тренер.
Володар Кубка Стенлі. Провів понад 800 матчів у Національній хокейній лізі.

## Ігрова кар'єра
Хокейну кар'єру розпочав 1950 року в Хокейній асоціації Онтаріо (ОХА).
Протягом професійної клубної ігрової кар'єри, що тривала 15 років, захищав кольори команд «Торонто Мейпл-Ліфс», «Детройт Ред-Вінгс», «Окленд Сілс», «Піттсбург Пінгвінс», «Рочестер Американс» та «Піттсбург Горнетс».
Загалом провів 831 матч у НХЛ, включаючи 62 гри плей-оф Кубка Стенлі.

## Тренерська робота
1970 року розпочав тренерську роботу. Тренував національну збірну Швеції в 1971—1972 роках. З сезону 1972—1973 по 1974—1975 тренував клуби ВХА «Оттава Нешналс» та «Торонто Торос».
Очолював національну збірну Канади на Суперсерії 1974 року.
У 1980 асистент головного тренера «Едмонтон Ойлерс».

## Нагороди та досягнення
- Володар Меморіального Кубка в складі «Торонто Мальборос» — 1955.
- Володар Кубка Колдера — 1965, 1967.
- Володар Кубка Стенлі в складі «Торонто Мейпл-Ліфс» — 1962, 1963, 1964.
- Учасник матчу усіх зірок НХЛ — 1958, 1962, 1963, 1964.
- Трофей Говарда Болдуїна/Роберта Шмерца (найкращому тренеру ВХА) — 1974.

## Статистика
| Сезон        | Клуб                 | Ліга         | Регулярний сезон | Регулярний сезон | Регулярний сезон | Регулярний сезон | Регулярний сезон | Плей-оф | Плей-оф | Плей-оф | Плей-оф | Плей-оф |
| Сезон        | Клуб                 | Ліга         | І                | Г                | П                | О                | ШХ               | І       | Г       | П       | О       | ШХ      |
| ------------ | -------------------- | ------------ | ---------------- | ---------------- | ---------------- | ---------------- | ---------------- | ------- | ------- | ------- | ------- | ------- |
| 1950–51      | «Торонто Мальборос»  | ОХА          | 2                | 0                | 1                | 1                | 0                | —       | —       | —       | —       | —       |
| 1951–52      | «Торонто Мальборос»  | ОХА          | 3                | 0                | 1                | 1                | 0                | —       | —       | —       | —       | —       |
| 1952–53      | «Торонто Мальборос»  | ОХА          | 56               | 20               | 31               | 51               | 4                | 7       | 2       | 1       | 3       | 4       |
| 1953–54      | «Торонто Мальборос»  | ОХА          | 59               | 25               | 39               | 64               | 27               | 15      | 4       | 6       | 10      | 20      |
| 1954–55      | «Торонто Мальборос»  | ОХА          | 47               | 37               | 29               | 66               | 26               | 13      | 10      | 18      | 28      | 11      |
| 1955–56      | «Торонто Мейпл-Ліфс» | НХЛ          | 70               | 9                | 13               | 22               | 8                | 5       | 1       | 0       | 1       | 4       |
| 1956–57      | «Торонто Мейпл-Ліфс» | НХЛ          | 23               | 4                | 6                | 10               | 6                | —       | —       | —       | —       | —       |
| 1956–57      | «Рочестер Американс» | АХЛ          | 43               | 5                | 20               | 25               | 15               | 2       | 0       | 0       | 0       | 4       |
| 1957–58      | «Торонто Мейпл-Ліфс» | НХЛ          | 68               | 16               | 28               | 44               | 32               | —       | —       | —       | —       | —       |
| 1958–59      | «Торонто Мейпл-Ліфс» | НХЛ          | 70               | 22               | 30               | 52               | 29               | 12      | 3       | 4       | 7       | 16      |
| 1959–60      | «Торонто Мейпл-Ліфс» | НХЛ          | 70               | 13               | 25               | 38               | 29               | 9       | 0       | 3       | 3       | 4       |
| 1960–61      | «Торонто Мейпл-Ліфс» | НХЛ          | 66               | 12               | 27               | 39               | 30               | 5       | 1       | 0       | 1       | 0       |
| 1961–62      | «Торонто Мейпл-Ліфс» | НХЛ          | 67               | 15               | 10               | 25               | 14               | 12      | 2       | 1       | 3       | 2       |
| 1962–63      | «Торонто Мейпл-Ліфс» | НХЛ          | 65               | 8                | 24               | 32               | 22               | 10      | 0       | 1       | 1       | 0       |
| 1963–64      | «Торонто Мейпл-Ліфс» | НХЛ          | 63               | 6                | 12               | 18               | 17               | 9       | 1       | 1       | 2       | 4       |
| 1964–65      | «Торонто Мейпл-Ліфс» | НХЛ          | 48               | 1                | 6                | 7                | 0                | —       | —       | —       | —       | —       |
| 1964–65      | «Рочестер Американс» | АХЛ          | 11               | 4                | 10               | 14               | 6                | 10      | 5       | 12      | 17      | 10      |
| 1965–66      | «Детройт Ред-Вінгс»  | НХЛ          | 24               | 1                | 4                | 5                | 6                | —       | —       | —       | —       | —       |
| 1965–66      | «Піттсбург Горнетс»  | АХЛ          | 42               | 15               | 22               | 37               | 2                | 3       | 0       | 0       | 0       | 2       |
| 1966–67      | «Піттсбург Горнетс»  | АХЛ          | 70               | 34               | 36               | 70               | 29               | 9       | 2       | 6       | 8       | 6       |
| 1967–68      | «Окленд Сілс»        | НХЛ          | 62               | 12               | 17               | 29               | 2                | —       | —       | —       | —       | —       |
| 1968–69      | «Окленд Сілс»        | НХЛ          | 19               | 0                | 4                | 4                | 2                | —       | —       | —       | —       | —       |
| 1968–69      | «Піттсбург Пінгвінс» | НХЛ          | 54               | 7                | 13               | 20               | 8                | —       | —       | —       | —       | —       |
| Усього в АХЛ | Усього в АХЛ         | Усього в АХЛ | 166              | 58               | 88               | 146              | 52               | 24      | 7       | 18      | 25      | 22      |
| Усього в НХЛ | Усього в НХЛ         | Усього в НХЛ | 769              | 126              | 219              | 345              | 205              | 62      | 8       | 10      | 18      | 30      |

## Тренерська статистика
| Команда          | Сезон     | Регулярний сезон | Регулярний сезон | Регулярний сезон | Регулярний сезон | Регулярний сезон | Регулярний сезон     | Плей-оф                    |
| Команда          | Сезон     | І                | В                | П                | Н                | О                | Результат            | Результат                  |
| ---------------- | --------- | ---------------- | ---------------- | ---------------- | ---------------- | ---------------- | -------------------- | -------------------------- |
| «Оттава Нешналс» | 1972-1973 | 78               | 35               | 39               | 4                | 74               | 4-е ВХА (Схід)       | Програш у півфіналі        |
| «Торонто Торос»  | 1973-1974 | 78               | 41               | 33               | 4                | 86               | 2-е ВХА (Схід)       | програш у фіналі Дивізіону |
| «Торонто Торос»  | 1974-1975 | 41               | 23               | 17               | 1                | (47)             | 2-е ВХА (Канадський) | звільнений                 |